# Petrorhagia cyrenaica
Petrorhagia cyrenaica är en nejlikväxtart som först beskrevs av Ernest Armand Durand och Barratte, och fick sitt nu gällande namn av Peter William Ball och Heywood. Petrorhagia cyrenaica ingår i släktet klippnejlikor, och familjen nejlikväxter. Inga underarter finns listade i Catalogue of Life.